# Iver Olaussen
Iver Olaussen (* 10. August 2002 in Levanger) ist ein norwegischer Skispringer und ehemaliger Nordischer Kombinierer.

## Werdegang
Olaussen betrieb seit seiner Kindheit die Nordische Kombination und konnte darin bei der den Olympischen Jugend-Winterspielen 2020 im Mixed-Team die Goldmedaille gewinnen. Er war nach David Haagen der beste Springer im Wettbewerb. Auch bei den Spezialspringern ging der Norweger an den Start und wurde Achter.
Am 13. Dezember 2019 debütierte Olaussen als Spezialspringer im FIS Cup und am 7. März 2020 auch im Continental Cup, wo er sogleich einen Wettkampfpunkt errang. Ab Juli 2021 nahm er regelmäßig in dieser Wettbewerbsserie teil. Bei seinem ersten Auftritt im Grand Prix am 29. Juli 2023 holte er auf Anhieb Punkte.

## Statistik

### Skispringen

#### Grand-Prix-Platzierungen
| Saison | Platz | Punkte |
| ------ | ----- | ------ |
| 2023   | 071.  | 013    |

#### Continental-Cup-Platzierungen
| Saison  | Platz | Punkte |
| ------- | ----- | ------ |
| 2021/22 | 158.  | 002    |
| 2021/22 | 095.  | 041    |
| 2022/23 | 045.  | 156    |